# Schakalberg
Der Schakalberg ist Berg in Namibia mit einer Höhe von 2058 m. Er ist Teil der Auasberge und liegt südöstlich von Windhoek. Die Auasberge sind eine rund 50 km lange Gebirgskette mit einer Breite von nur 10 km. Die Kammlinie beträgt durchschnittlich 2000 m. Der Schakalberg liegt nicht im Hauptkamm der Gebirgskette, sondern ist dieser nördlich vorgelagert.